# Noi saremo insieme ancora (We'll Be Together Again)
Noi saremo insieme ancora (We'll Be Together Again) è un album di Santo & Johnny, pubblicato dall'etichetta discografica Canadian-American Records nel 1967.

## Tracce

### LP
Lato A
1. Days of Wine and Roses – 2:40 (musica: Henry Mancini)
2. We'll Be Together Again – 3:35 (musica: Carl T. Fischer)
3. Deep Sleep – 2:39 (musica: Santo Farina, John Farina)
4. Autumn in New York – 2:28 (musica: Vernon Duke)
5. Stay a Little Bit Longer – 2:41 (J. Levine, R. Irwin)
6. Girl – 3:16 (John Lennon, Paul McCartney)

Lato B
1. Strangers in the Night – 2:46 (Bert Kaempfert)
2. September Song – 2:38 (Kurt Weill)
3. I Only Have Eyes for You – 2:47 (testo: Al Dubin – musica: Harry Warren)
4. Don't Take Your Love Away from Me – 2:05 (Henry Nemo)
5. Maria Maria – 2:29 (Federico Monti Arduini)
6. Kaleidoscope – 2:34 (musica: Santo Farina, John Farina)

## Musicisti
- Santo Farina – chitarra steel
- Johnny Farina – chitarra
- Federico Monti Arduini – produttore [1]